# Parlamento delle Due Sicilie
Il Parlamento delle Due Sicilie si insediò a Napoli due volte, nel 1820 e nel 1848.
La prima volta fu durante i moti di quell'anno, la seconda, a seguito dei moti rivoluzionari della Primavera dei popoli, e durò fino a marzo del 1849.

## Il parlamento del 1820

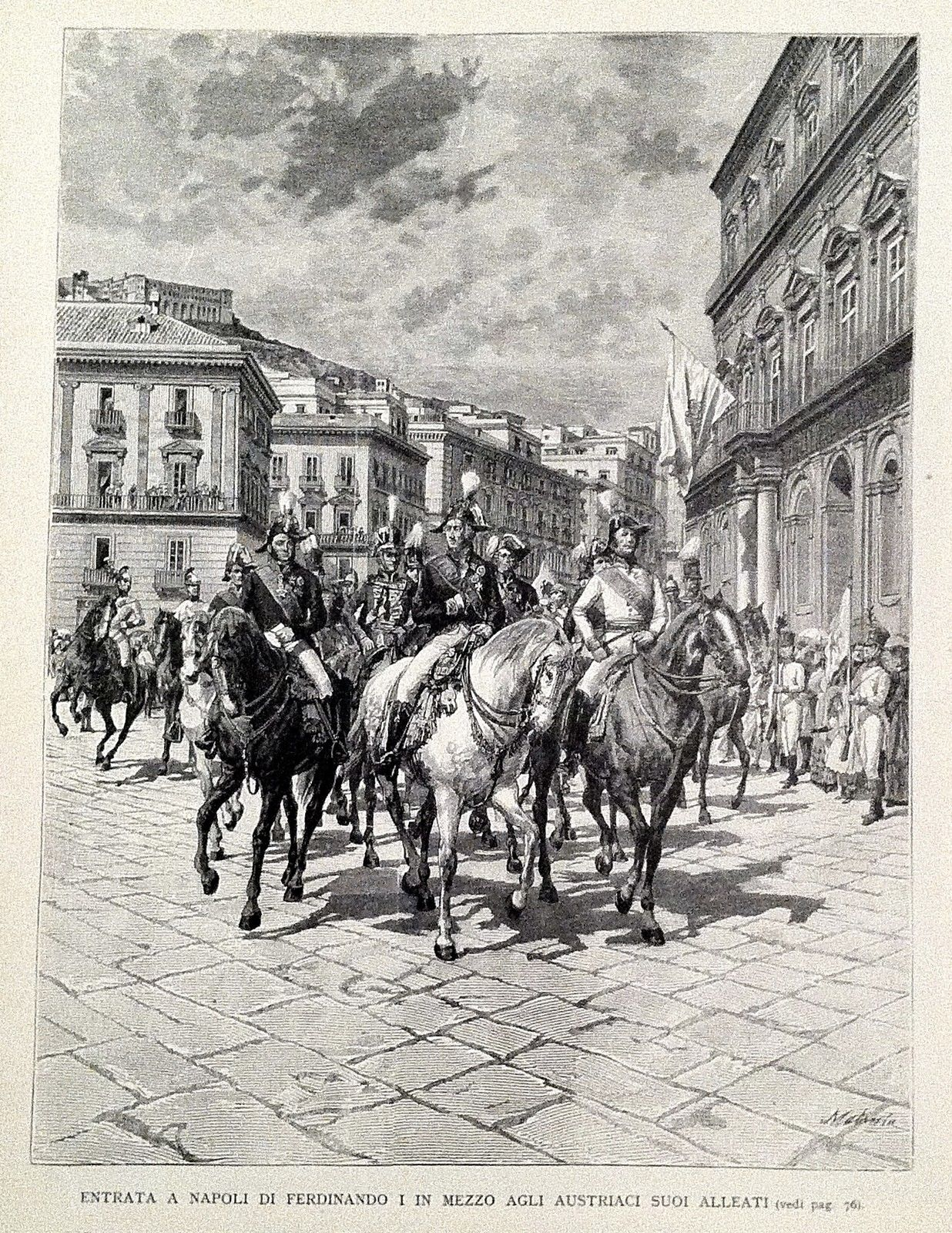
Rientro in Napoli di Ferdinando I nel 1821, scortato dalle truppe austriache

Durante i moti del 1820-1821 un Parlamento delle due Sicilie fu istituito quando nel luglio 1820 re Ferdinando I concesse la Costituzione, su modello della Costituzione spagnola del 1812. Il primo ottobre iniziarono i lavori del nuovo parlamento napoletano eletto alla fine di agosto, nel quale prevalevano gli ideali borghesi diffusi nel decennio francese. Aveva sede nei locali del Monastero di San Sebastiano, nell'omonima via.
A Palermo intanto il governo provvisorio siciliano chiese al governo rivoluzionario di Napoli il ripristino del Regno di Sicilia, seppur sempre a guida borbonica, e il riconoscimento del proprio parlamento (soppresso di fatto nel dicembre 1816), che tornò a riunirsi il 16 luglio.
Il generale napoletano Florestano Pepe, con l'accordo di Termini Imerese del 22 settembre, concesse ai siciliani la possibilità di eleggere una propria assemblea di deputati. 
Fu inviata una delegazione dalla Sicilia a sostenere queste tesi, ma l'accordo non fu ratificato in ottobre dal neoeletto parlamento di Napoli. Il 19 marzo 1821 ci fu l'ultima seduta dell'assise, e Napoli il 23 marzo venne occupata dalle truppe austriache a sostegno dei Borbone, la costituzione venne sospesa e il parlamento chiuso.

## Il parlamento del 1848

### Lo statuto costituzionale
Re Ferdinando II di Borbone concesse una Costituzione del Regno delle Due Sicilie, con il Regio Decreto del 29 gennaio 1848, ispirandosi al modello francese, con il potere legislativo condiviso tra re e Parlamento. Ad aprile 1848 si tennero le elezioni per i deputati, cui non presero parte i siciliani, che dopo la rivolta popolare avevano costituito un regno autonomo con una propria costituzione.

### Presidenza
Alla presidenza venne acclamato il conte Domenico Capitelli, illustre avvocato ed emerito studioso giusnaturalista, originario di San Tammaro, comune della provincia di Caserta, ed eletto deputato al parlamento, con circa 10.000 voti avuti nelle province di Napoli e di Terra di Lavoro.

### Storia

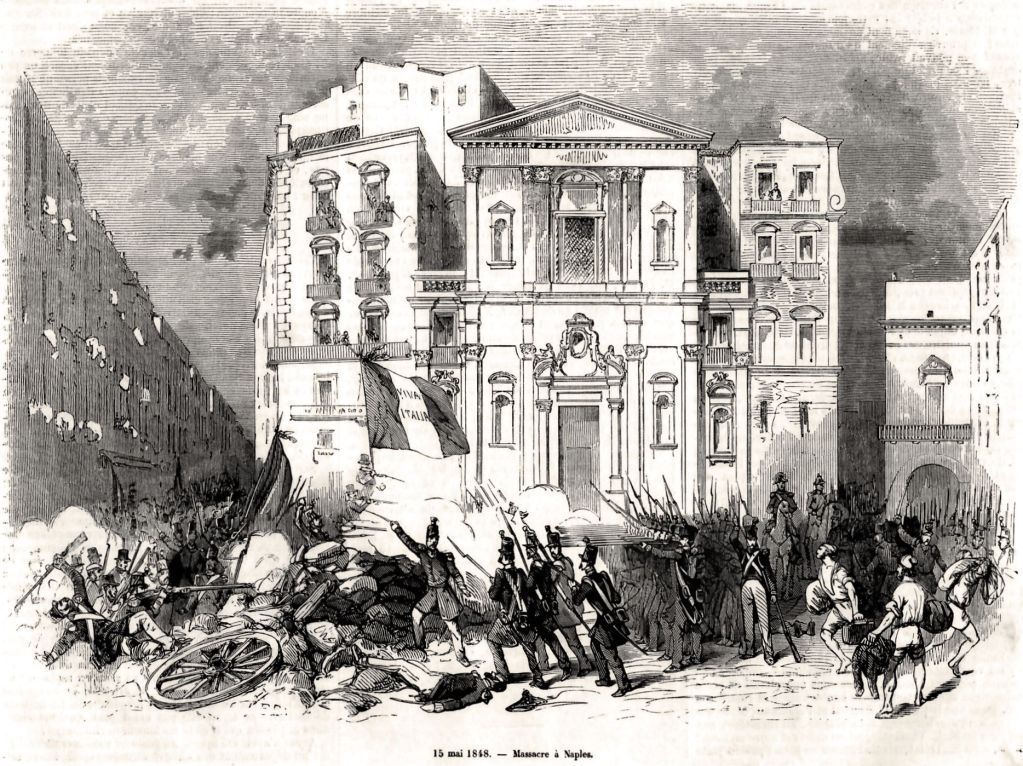
Gli scontri del 15 maggio 1848

Il 15 maggio a Napoli, il giorno successivo all'apertura della Camera, ci furono clamorose manifestazioni da parte dei deputati costituzionali (ed in particolare quelli repubblicani). Questi insistettero nella richiesta a re Ferdinando II di modificare parte della Costituzione su cui avrebbe dovuto giurare. Nella notte fra il 14 e 15 maggio, mentre i deputati tentavano le ultime negoziazioni col Re, iniziarono a sorgere delle barricate, una delle quali in via Toledo. 
I disordini però determinarono la reazione regia e quindi lo scioglimento della Camera da parte di Ferdinando II.
Un deputato, Pasquale Stanislao Mancini, per stigmatizzare la reazione borbonica scrisse una famosa protesta, di cui furono cofirmatari altri 66 parlamentari, che recitava così:
Dopo i disordini si tennero comunque nuove elezioni il 15 giugno, ma la nuova Camera dopo la prima seduta d'insediamento il 10 luglio, fu rinviata diverse volte fino al 12 marzo 1849, quando Ferdinando II sciolse una seconda, e ultima volta l'assise, ristabilendo di fatto l'assolutismo regio fino al 1860.

### Sede
Il parlamento ebbe sede nei Chiostri di Monteoliveto, cioè negli edifici del monastero attiguo alla Chiesa di Sant'Anna dei Lombardi, dove mezzo secolo prima si era riunita la Giunta di Stato per i processi ai giacobini dopo la soppressione della Repubblica Napoletana del 1799.

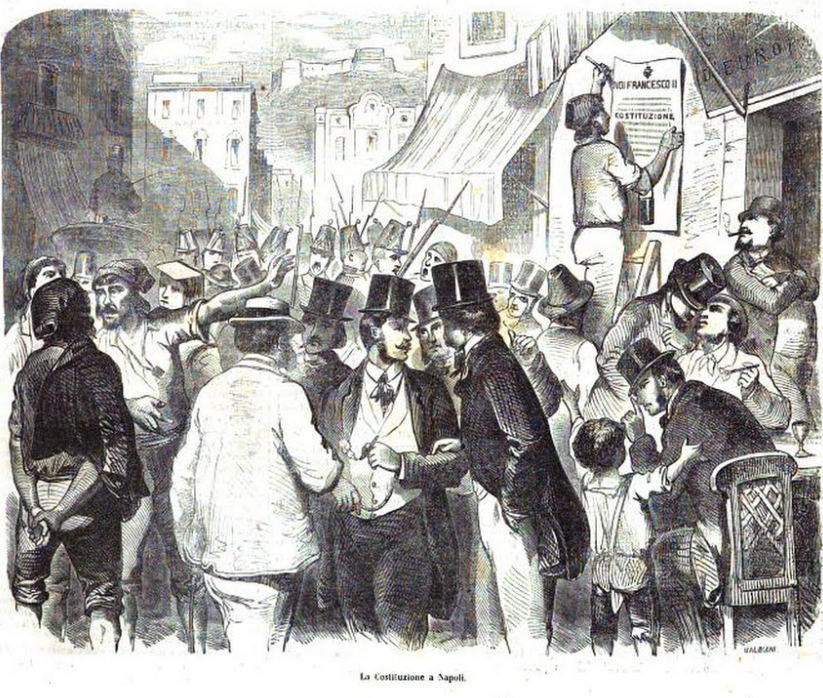
La concessione della Costituzione del 1860 a Napoli.

## Nel 1860
Durante la spedizione dei Mille, dopo la presa di Palermo da parte dei garibaldini, re Francesco II delle Due Sicilie con un decreto del 1º luglio 1860,  richiamò in vigore la costituzione del 1848. Nell'allegato al decreto era scritto che Il parlamento nazionale è convocato in Napoli pel dì 10 settembre 1860. I collegi elettorali son convocati per procedere alla elezione de' Deputati il dì 19 Agosto. Le elezioni furono rinviate poi al 26 dello stesso mese, con la Sicilia sotto un governo dittatoriale e l'Esercito meridionale già in Calabria, e videro scarsa affluenza di candidati alle liste elettorali e di elettori alle urne.
Non fu convocato perché il 6 settembre Francesco II lasciò Napoli sul vapore Messaggero per rifugiarsi nella fortezza di Gaeta. L'indomani Garibaldi entrò nella capitale.